# لی دونگ گیونگ
لی دونگ گیونگ (کره‌ای: 이동경؛ زادهٔ ۲۰ سپتامبر ۱۹۹۷) بازیکن فوتبال اهل کره جنوبی است.
از باشگاه‌هایی که در آن بازی کرده است می‌توان به باشگاه فوتبال اولسان هیوندای اشاره کرد.
وی همچنین در تیم‌های ملی فوتبال زیر ۲۳ سال کره جنوبی و کره جنوبی بازی کرده است.